# ISO 7001

ISO 7001("공공 정보 기호", public information symbols)은 공공 정보에 대한 그림 문자 및 기호 집합을 정의하는 국제 표준화 기구에서 발행한 표준이다. 최신 버전인 ISO 7001:2023이 2023년 2월에 발표되었다.
이 세트는 여러 국가와 다양한 문화권에서 광범위한 테스트를 거친 결과이며 ISO에서 설정한 이해도 기준을 충족했다. ISO 7001 기호의 디자인 프로세스 및 테스트는 ISO 22727:2007, 그래픽 기호 - 공공 정보 기호의 생성 및 디자인 - 요구 사항에 따라 관리된다. 공공 정보 기호의 일반적인 예로는 화장실, 주차장 및 정보를 나타내는 기호와 국제 접근 기호가 있다.

## 역사
ISO 7001은 1980년 10월에 처음 발표되었으며, 1985년에 한 번의 개정이 있었다. 두 번째 개정판은 1990년 2월에 발표되었으며, 1993년에 한 번의 개정이 있었다. 세 번째 개정판인 최신판은 2007년 11월에 발표되었으며, 2007년에 4개의 개정판을 받았다. (2013년, 2015년, 2016년 및 2017년) 유럽 표준 EN 17210에서는 ISO 7001 기호 사용을 권장한다.

## 같이 보기
- ISO 7010